# Yoshimi
Yoshimi (吉見町?) è una cittadina giapponese della prefettura di Saitama.